# Distretto di Ragash
Il distretto di ARagash è un distretto del Perù nella provincia di Sihuas (regione di Ancash) con 2.769 abitanti al censimento 2007 dei quali 403 urbani e 2.369 rurali.
È stato istituito il 12 dicembre 1963.